# Antonio Verrio
Antonio Verrio (Lecce, 1636-1639 – Hampton Court, 15-17 giugno 1707) è stato un pittore italiano.
Artista del periodo Barocco, fu attivo in Francia ed in Inghilterra dove fu pittore di corte ed introdusse l'illusionismo prospettico, affrescando due regge ed alcune tra le più rinomate dimore di campagna dell'alta aristocrazia.

## Biografia

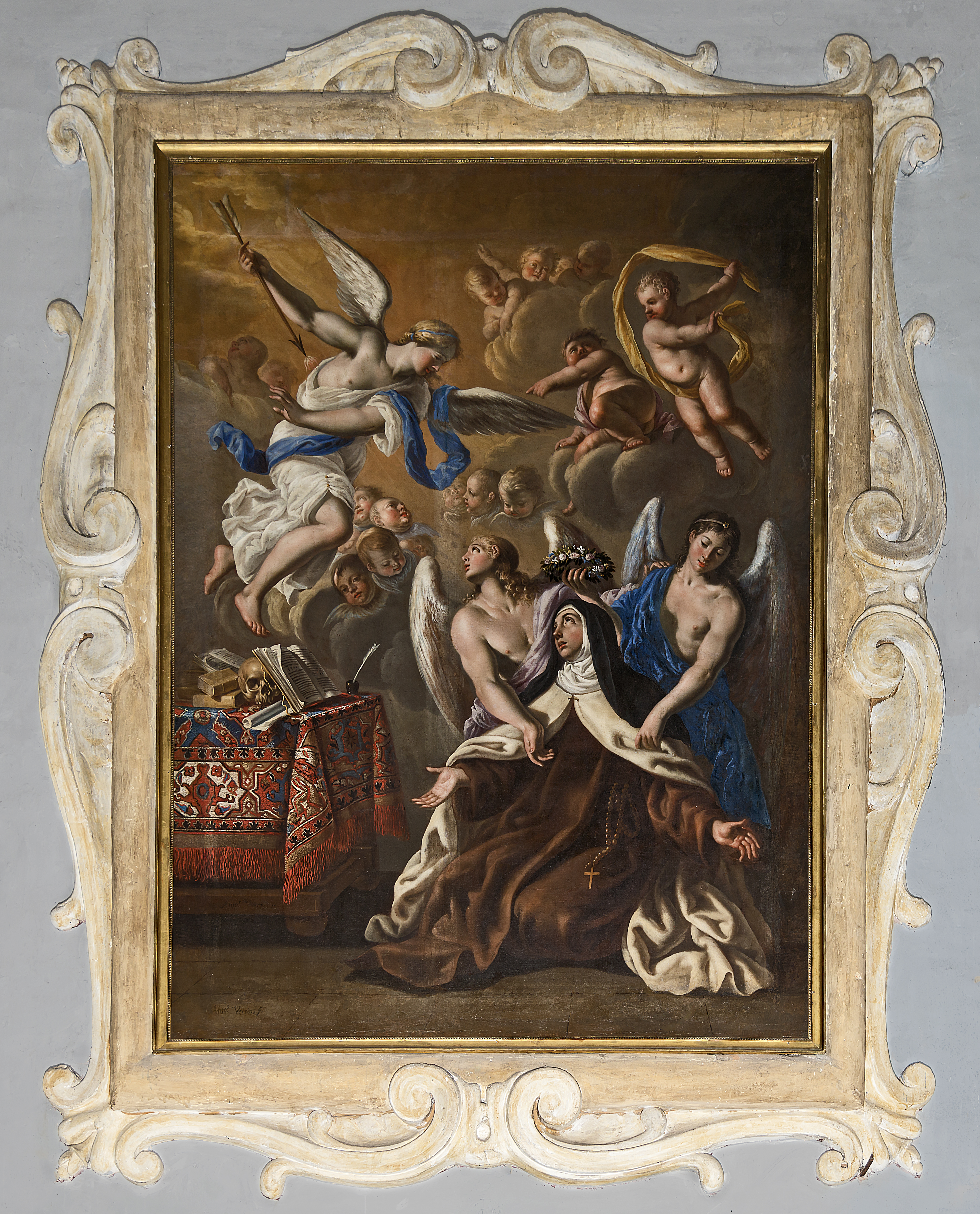
La Transverbération de sainte Thérèse, Chiesa di Saint-Exupère a Tolosa

Nacque a Lecce, città appartenente al regno di Napoli. Dopo le prime esperienze a Lecce, dove fu allievo e collaboratore del pittore gallipolino Giovanni Andrea Coppola (1597–1659), andò a Napoli, in Toscana e quindi in Francia, stabilendosi a Tolosa, dove dipinse una pala d'altare per i Carmelitani, come descritto nel Traité sur la Peinture di Du Puy. Il Duca di Montagu e Carlo II d'Inghilterra, sperando di rilanciare gli arazzi presso Mortlake, danneggiati dalla guerra civile, incontrarono Verrio che dipingeva a Parigi e lo invitarono in Inghilterra nel 1671.
Verrio fu assunto, insieme all'architetto Hugh May e allo scultore Grinling Gibbons, per decorare il Castello di Windsor, dove, nel Cristo che risana il malato, raffigurò se stesso, Godfrey Kneller e Baptist May, perito dei lavori, in lunghe parrucche, come spettatori del miracolo. Ricevette quasi 7 000 sterline per il suo lavoro. La maggior parte dei suoi interventi andò perso nelle successive ridecorazioni.

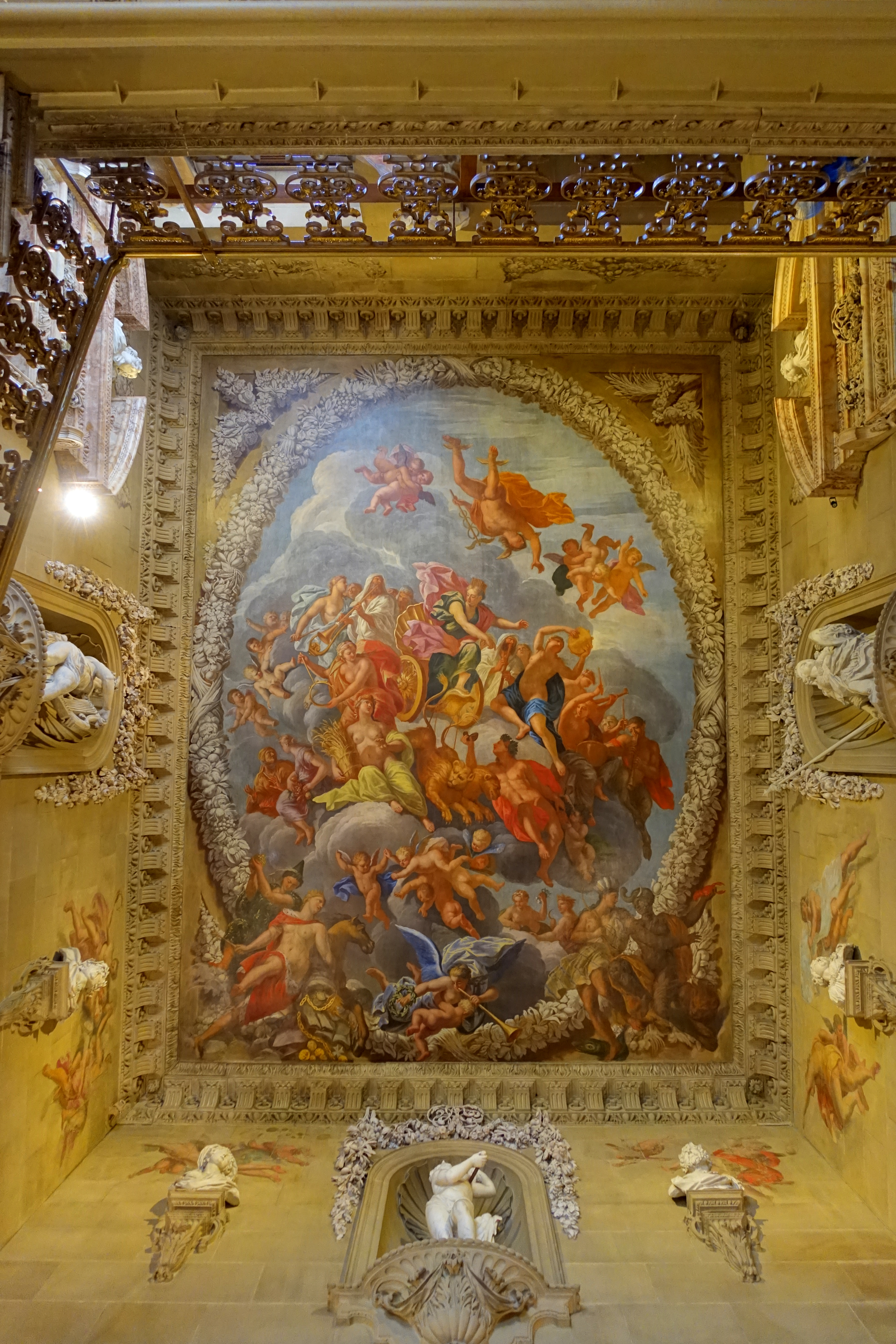
Trionfo di Semele, Grande scalone della Chatsworth House, 1691

Fu nominato maestro giardiniere del re e gli fu assegnato un alloggio in St. James's Park. Con l'ascesa di Giacomo II, Verrio fu nuovamente assunto a Windsor per lavorare alla tomba del cardinale Wolsey, poi destinata ad una cappella romana cattolica. Si dice che abbia rifiutato alcune volte di lavorare per il protestante re Guglielmo III d'Orange. Fu poi assunto (1697) da Lord Exeter presso Burghley House nel Lincolnshire, dove si può ammirare la "Hell Staircase" (la "Scala dell'Inferno" con l'inferno raffigurato nella bocca di un enorme gatto nero) e quello che è considerato il suo capolavoro ancora esistente: l'affresco illusionistico dei classici dei e semidei danzanti nella spettacolare "Heaven Room" (1688-1698). Successivamente eseguì molti lavori notevoli a Chatsworth House, tra cui la pala d'altare nella cappella, rappresentante l'Incredulità di San Tommaso. L'allievo di Verrio più importante fu il francese Louis Laguerre, ma ebbe un'influenza determinante anche sull'inglese James Thornhill.
Dopo la Rivoluzione Gloriosa (1688), solo grazie all'opera di persuasione di Lord Exeter, Verrio acconsentì di servire re Guglielmo III d'Orange e fu assunto per dipingere le stanze del re e della regina, nonché il grande scalone Archiviato il 10 gennaio 2021 in Internet Archive. del palazzo di Hampton Court. La decorazione, ispirata dall'opera I Cesari dell'imperatore Flavio Claudio Giuliano, celebra il nuovo sovrano, sotto l'effigie di Alessandro Magno, in quanto campione della tolleranza e della libertà.

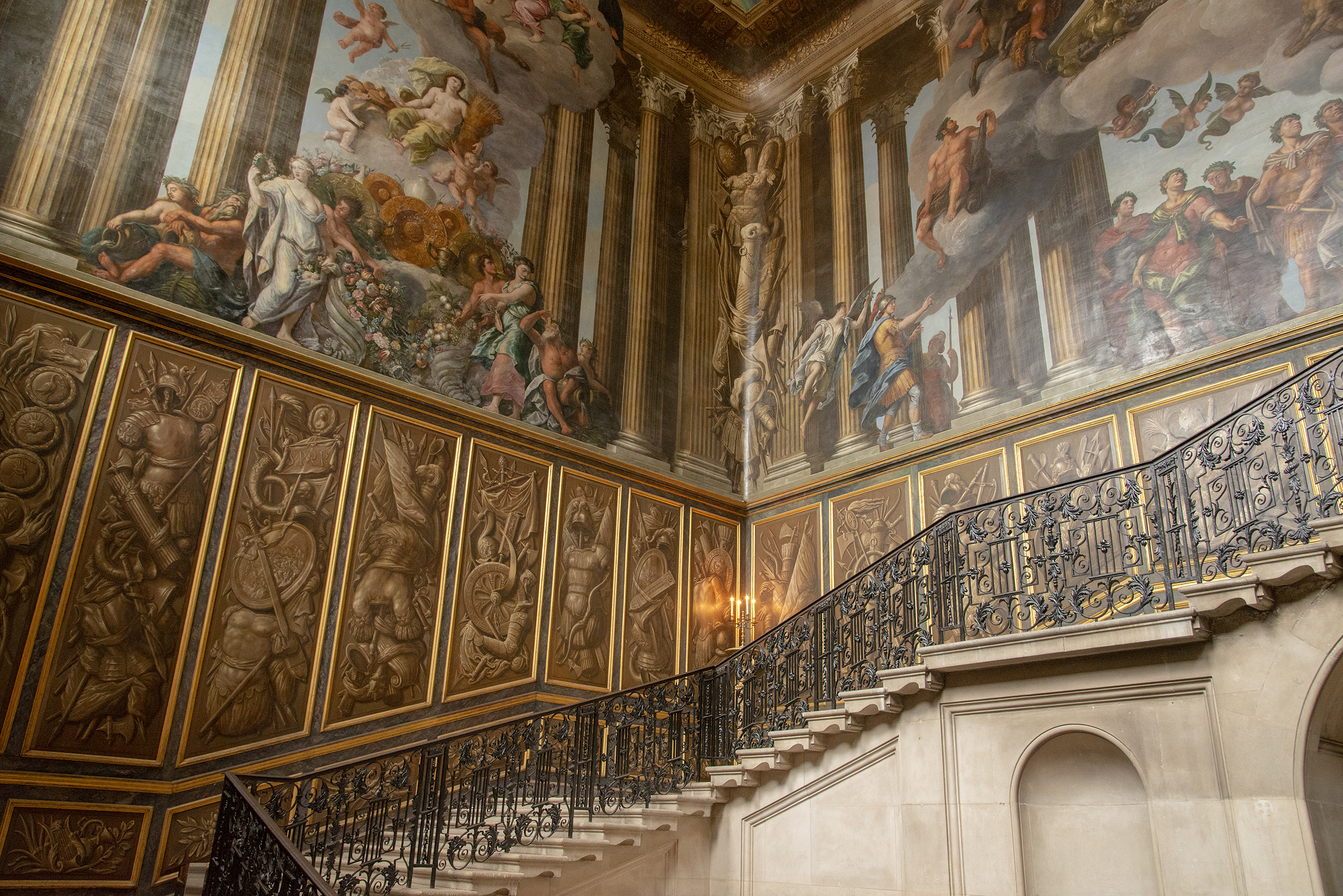
Affreschi della Scala del Re, Palazzo di Hampton Court, 1701-02

La regina Anna gli concesse una pensione annuale di 200 sterline. Morì ad Hampton Court.

## Opere

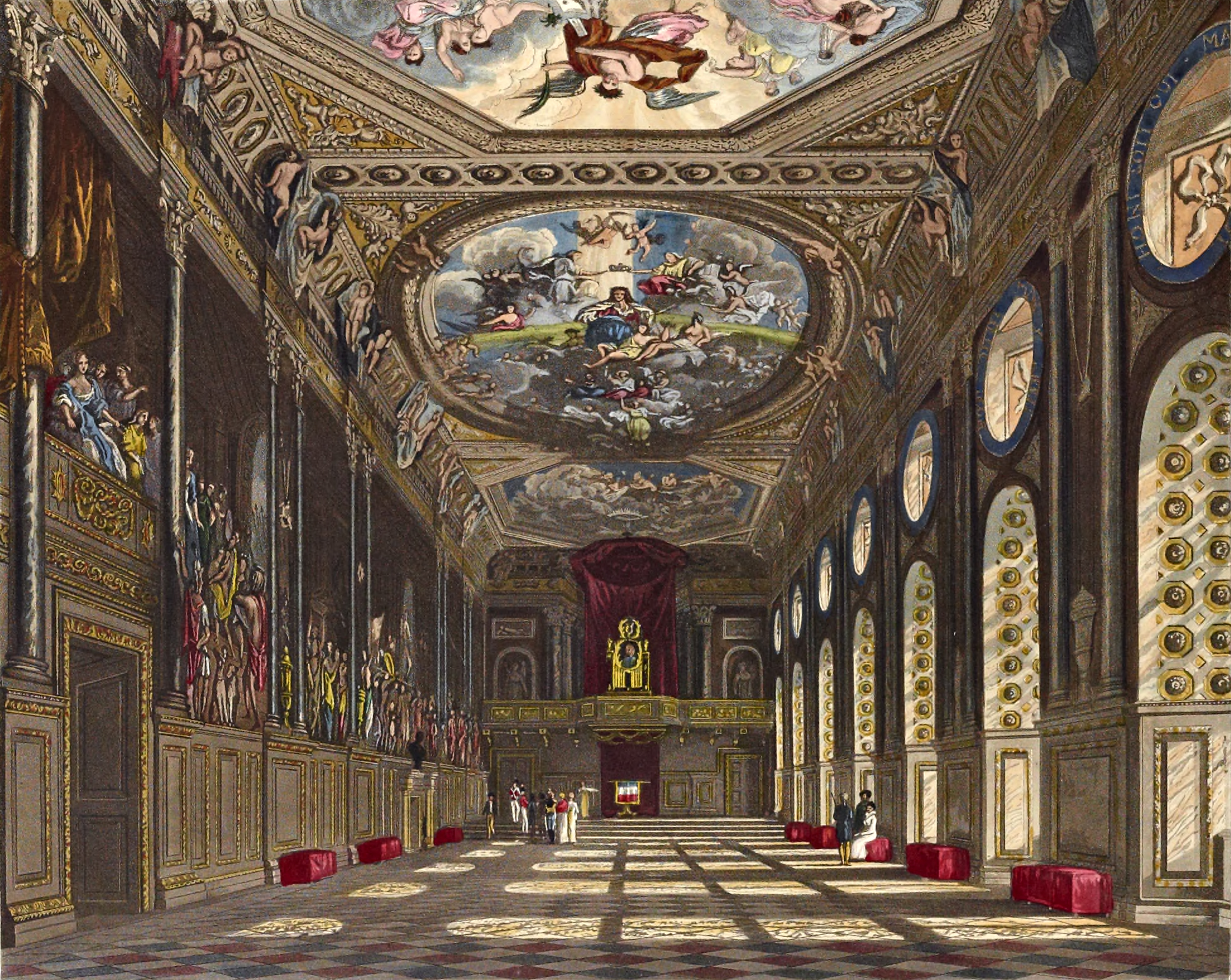
St. George's Hall, Castello di Windsor, con gli affreschi di Verrio del 1680, distrutti all'inizio del XIX secolo

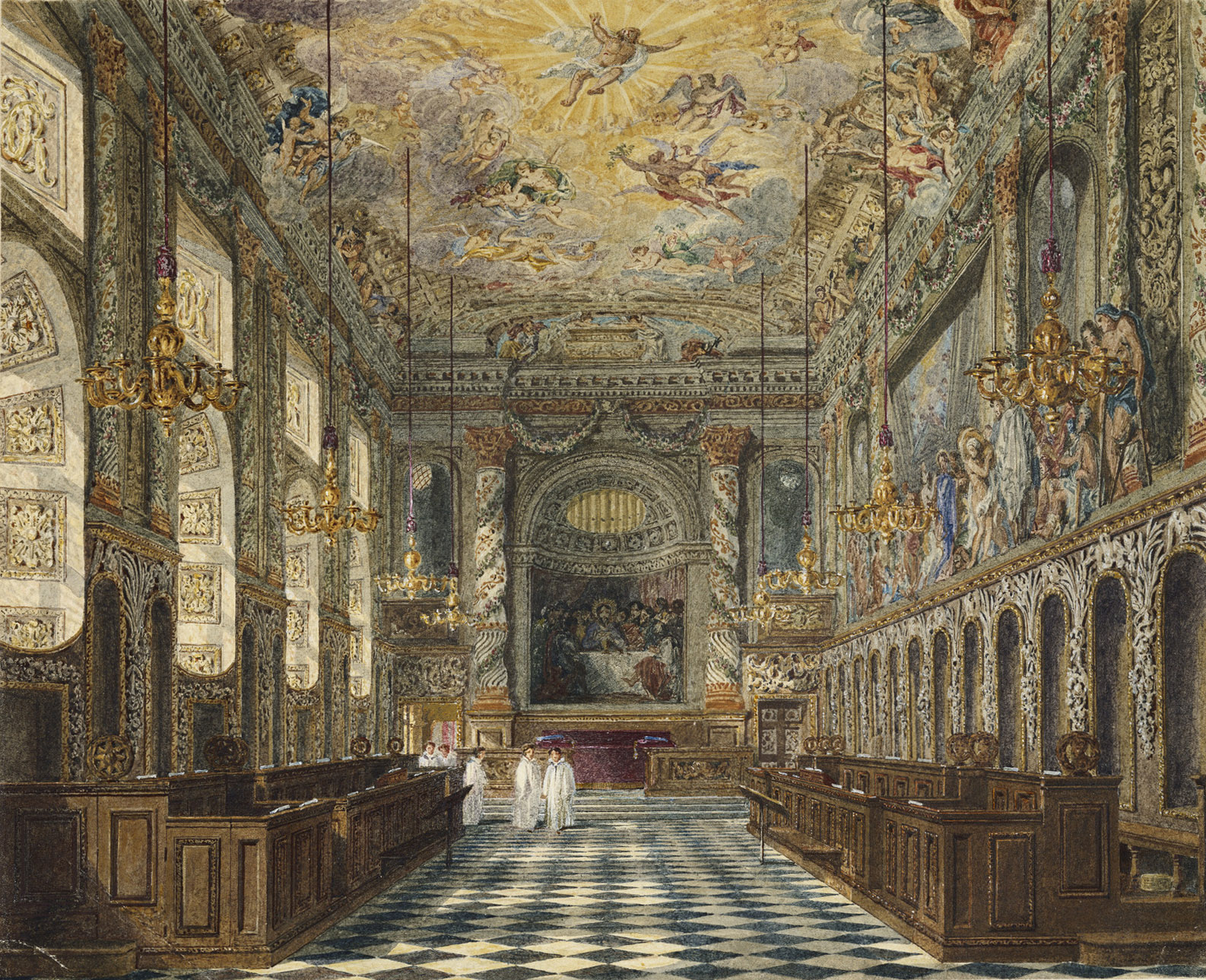
Royal Chapel, Castello di Windsor, con gli affreschi di Verrio del 1680, distrutti all'inizio del XIX secolo

Le opere decorative sopravvissute di Verrio in Inghilterra possono essere viste a Burghley House, Chatsworth House, Reigate Priory, Royal Hospital Chelsea, Christ's Hospital, Ham House, Hampton Court Palace, Moor Park, Powis Castle, Snape Castle (sebbene in pessime condizioni) e al Castello di Windsor. Alcuni dei suoi dipinti, schizzi e disegni appartengono a varie collezioni tra cui la Royal Collection, il British Museum, il Fitzwilliam Museum, la National Portrait Gallery, il Northampton Museum and Art Gallery e il Victoria and Albert Museum.  In Francia, le sue opere possono essere viste a Tolosa al musée des Augustins e alla Chiesa di Saint-Exupère, e a Parigi, dove dipinse alcune delle volte dell'Hôtel Brûlart. In Italia i suoi dipinti si trovano in varie chiese e nel museo provinciale di Lecce, sua città natale.

## L'eredità di Verrio

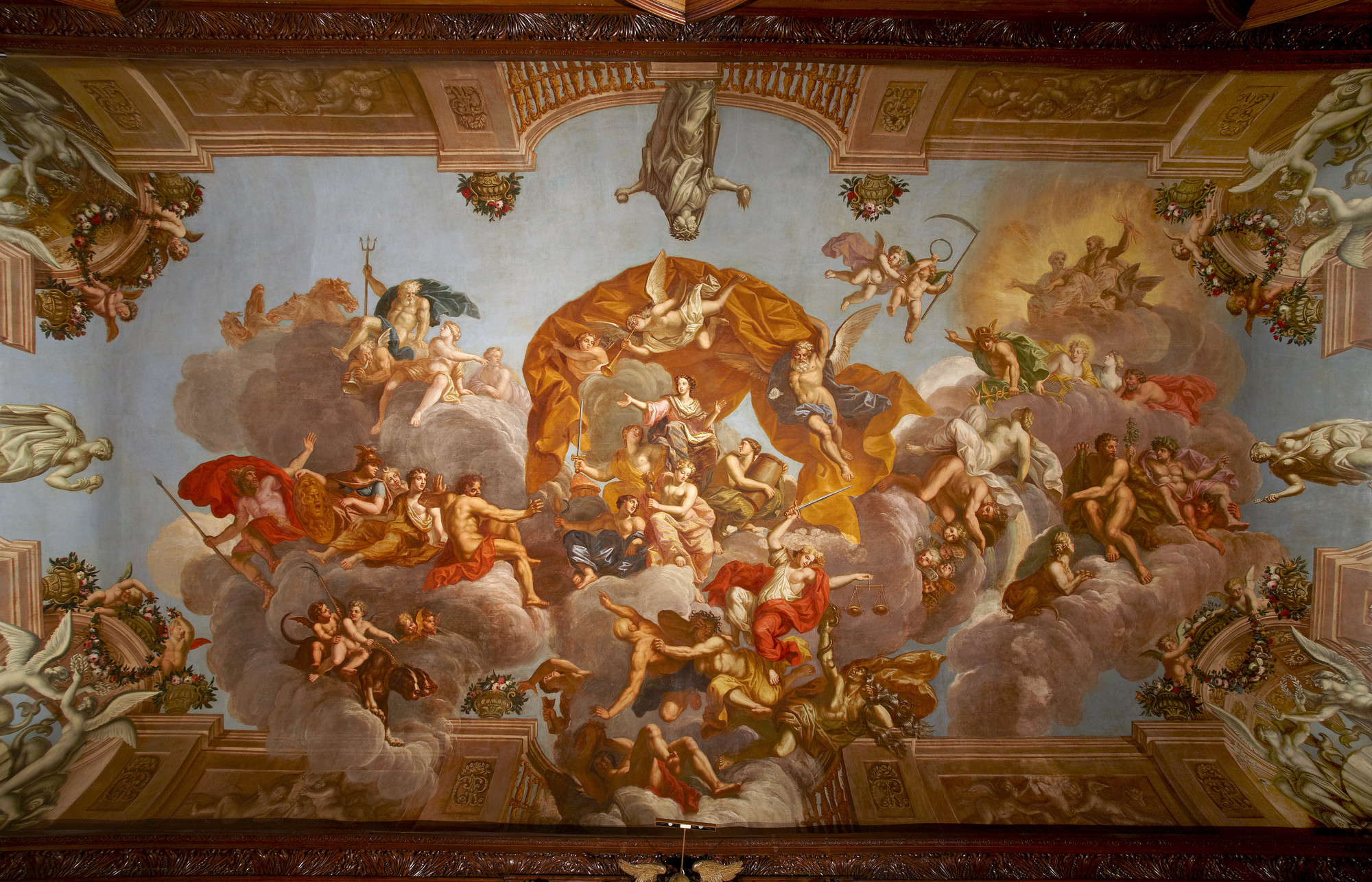
L'apoteosi di Caterina di Braganza nel Castello di Windsor

Verrio ebbe il merito di introdurre in Inghilterra l'illusionismo prospettico e la decorazione barocca che fece scuola ed ebbe numerosi imitatori compresi i suoi allievi. Tuttavia, nei secoli successivi, la sua opera fu vista come un'aberrazione nella cultura artistica inglese; Verrio fu descritto da Horace Walpole come
Un pittore eccellente per il tipo di soggetti su cui era impiegato, senza molta invenzione e con meno buongusto, la sua matita esuberante era pronta a versare dei, dee, re, imperatori e trionfi, su quelle superfici pubbliche su cui l'occhio mai si sofferma abbastanza per criticare e dove uno si dispiacerebbe nel collocare lavori di un maestro migliore: intendo i soffitti e le scale.
Alexander Pope derise ironicamente l'eccessivo arredamento promosso dalla nobiltà, con i seguenti versi: 
I soffitti dipinti che con devozione guardate, / dove si estendono scomposti i santi di Verrio e Laguerre / o le nuvole dorate in buona espansione si trovano, / e portano tutto il paradiso davanti ai tuoi occhi.